# 蘭德鎮區 (北達科他州麥克亨利縣)
蘭德鎮區（英語：Land Township）是位於美國北達科他州麥克亨利縣的一個鎮區。

## 地方資料
蘭德鎮區的面積為90.05平方千米，當中陸地面積為88.99平方千米，而水域面積為1.05平方千米。根據2020年美國人口普查的數據，當地共有人口41人，而人口密度為每平方千米0.46人。